# スピーヌム
スピーヌム（ラテン語: supinum）は、準動詞の一種。主にラテン語の文法で使われる用語だが、他の言語の同様の機能をさすこともある。運動をあらわす動詞を修飾して「……するために」という副詞的な意味を表し、目的分詞と呼ばれることもある。

## ラテン語
「スピーヌム」とは「寄りかかるもの」という意味で、他の語を修飾するのに用いられるためにこの名がある。
ラテン語のスピーヌムは、一見すると受動完了分詞と同形のようであるが、受動完了分詞が歴史的に接尾辞 -to のついた形である（したがって第一・第二変化の形容詞として変化する）のに対し、スピーヌムは抽象名詞を作る接尾辞 -tu がついた形であり、第四変化に従う。ただし、実際に使われる形は対格の -tum と与格または奪格の -tū の2形だけである。前者を第一スピーヌム、後者を第二スピーヌムと呼ぶことがある。
-tum で終わる形は、運動をあらわす動詞を修飾して、その運動の目的を示す。
- venatum ire （狩りに行く）
- salutatum venit （彼はあいさつに来た）

-tū で終わる形は、評価をあらわす形容詞を修飾して、「……するについて」という意味を表す。
- incredibile dictu （言うのも信じられない）

古典ラテン語では以上のように限定的な表現でのみ用いられるが、それ以前の古ラテン語（プラウトゥスなど）には、これ以外の形も用いられた。
-tum で終わる形に eo（行く）の受動態不定法である iri を組み合わせたものを受動態未来の不定法（「……されようとすること」）の代わりに用いることもあったが、あまり多く用いられる形式ではなかった。
ラテン語のほとんどの動詞は、現在形・不定法のほかに、完了と受動完了分詞の形を知れば、あとは規則的にすべての活用形を導きだすことができるが、一部の辞書では受動完了分詞のかわりにスピーヌムを示すことがある。例えば venio （来る）の見出しは、věnio, vēni, ventum のように示される。これは自動詞に受動完了分詞がないためである。

## 他の言語
ラテン語とおなじように接尾辞 -tu をつけた形の対格によって運動の動詞の目的を表すことは、サンスクリット、バルト語派、スラブ語派の言語にも見られる。